# Февраль

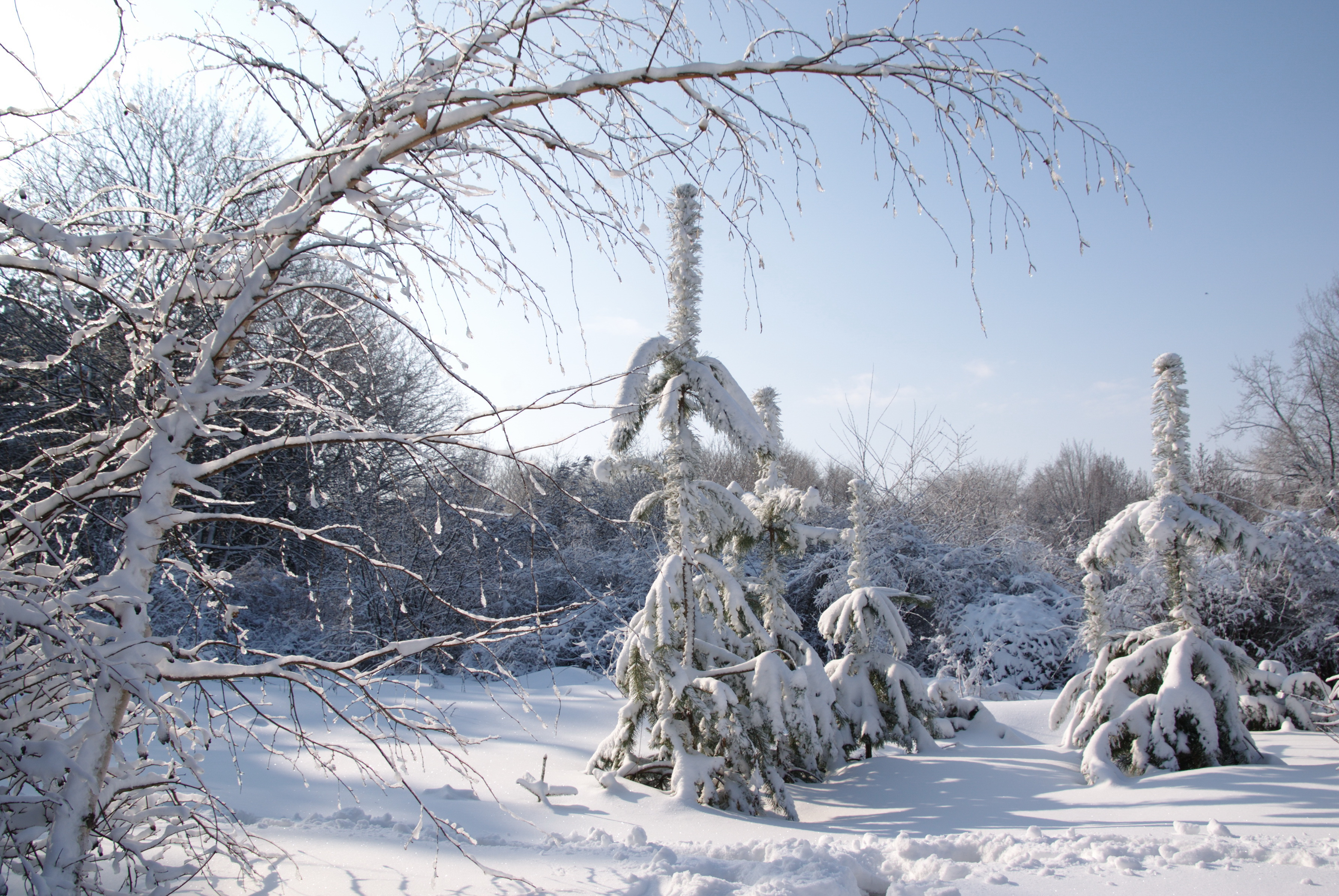
Февра́ль

Февра́ль (лат. Februārius mēnsis — «месяц Фебрууса», «очистительный месяц»; от Februa — «праздник очищения») — второй месяц в юлианском и григорианском календарях, двенадцатый месяц староримского года, начинавшегося до реформы Цезаря с марта. Это самый короткий месяц года и единственный с числом дней менее 30: имеет 28 дней в обычном году и 29 дней в високосные годы. В Северном полушарии Земли является третьим месяцем зимы, в Южном полушарии — третьим месяцем лета. 
В современную эпоху до 16 февраля по григорианскому календарю Солнце стоит в созвездии Козерога, с 16 февраля — в созвездии Водолея.

## Статистика и описание

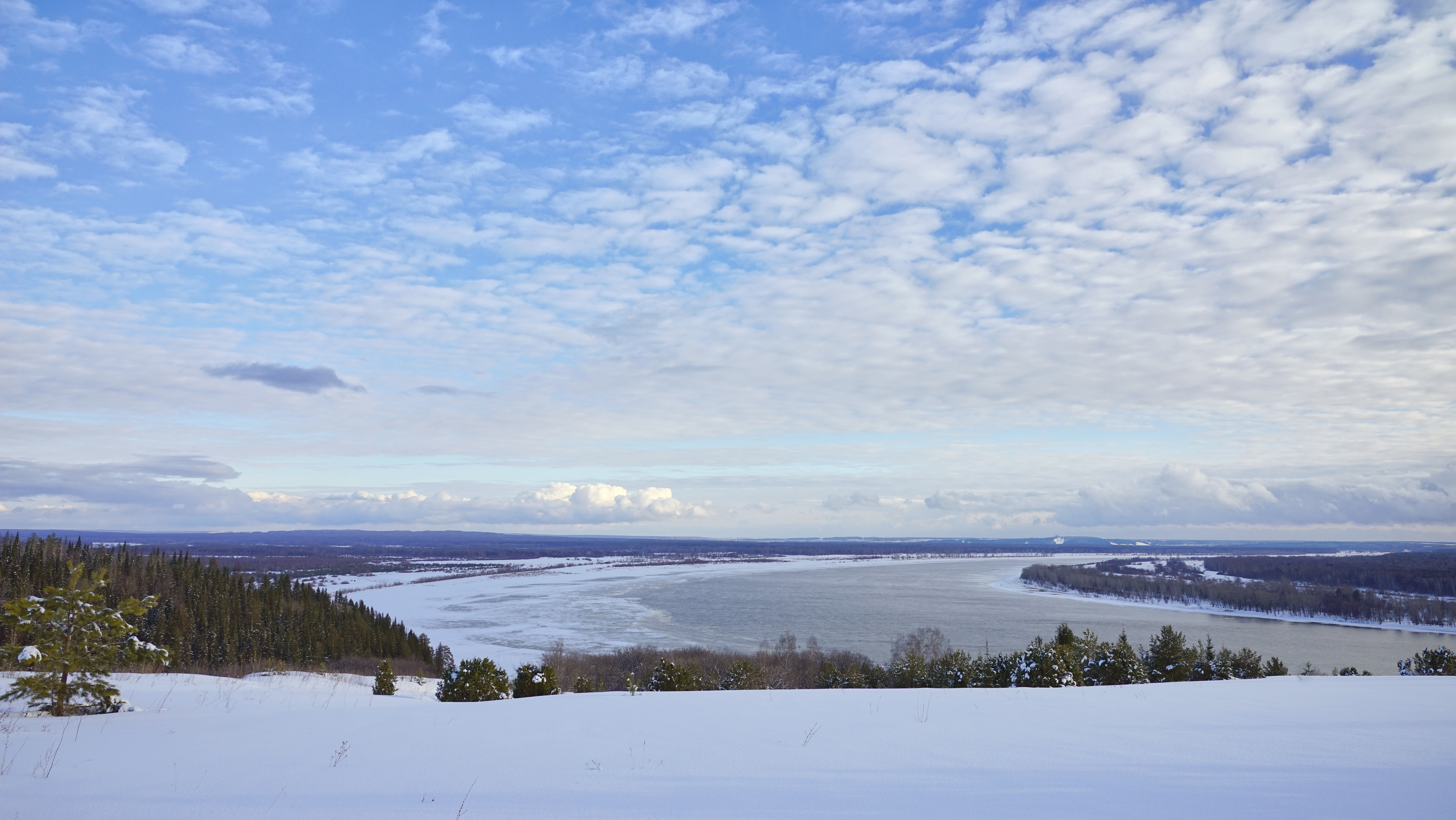
Нечкинский национальный парк в феврале

Среднемесячная температура февраля в Осло: −2,4 °C. Абсолютный минимум температуры в феврале — –25 °C, а абсолютный максимум — +13,8 °C.
Среднемесячная температура февраля в Подмосковье: −9,6 °C. Абсолютный минимум февраля (−38,2 °C) был зафиксирован в 1929 году, а абсолютный максимум (+5,7 °C) в 1935 году.
По сравнению с январём, общая продолжительность солнечного сияния возрастает на 27 часов, составляя 59.
Начинает постройку гнездовья чёрный ворон. Первая песня овсянки и большой синицы. Весенний прилёт свиристелей, к концу месяца — отлёт снегирей к северу. У медведицы в берлоге рождаются медвежата.
Имея только 28 дней в обычном году, это единственный месяц в году, который может пройти без единого новолуния, первой четверти, полнолуния или последней четверти. Кроме того, февраль является единственным месяцем, который может иметь четыре полных семидневных недели (последний раз такое произошло в 2021 году, а в следующий раз будет в 2027 году).
Почти раз в четыре года февраль имеет 29 дней. Если четвёртый год делится на 100 без остатка, но не делится на 400 без остатка, то дополнительный день не добавляется. Так, в 1900 году високосный год был пропущен. В настоящее время високосные годы без пропуска будут следовать в обычном порядке до 2100 года.

## История и этимология

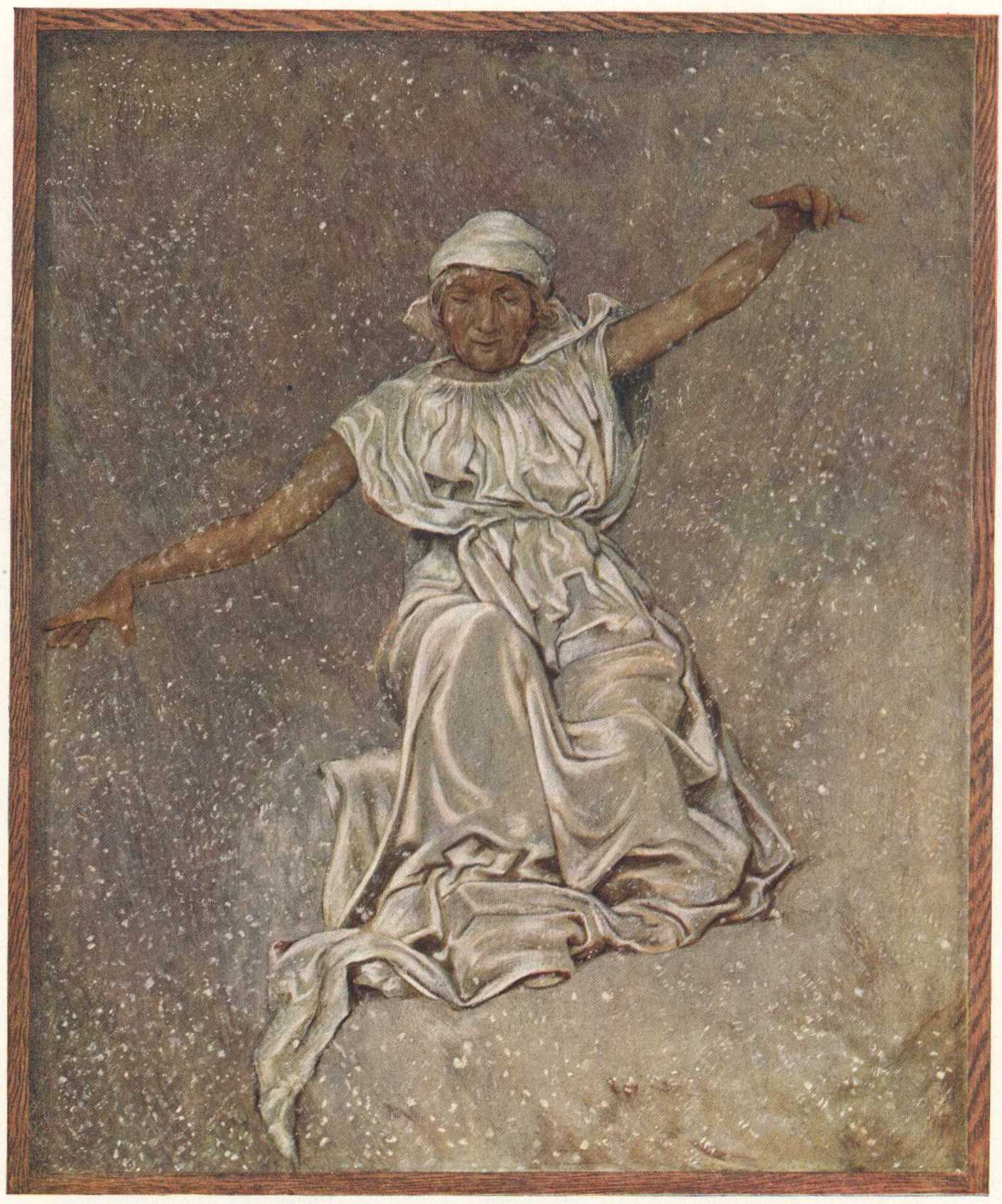
Воплощённый Февраль в художественном представлении

Февралём — februarius mensis — у древних римлян назывался календарный месяц, введённый, по преданию, Нумой Помпилием или Тарквинием Гордым. Древнейший (Ромулов) календарь, по которому год делился на 10 месяцев и состоял из 304 дней, этого месяца, равно как и января, в себе не заключал. Последовавшая при Нуме (или Тарквинии) реформа календаря имела целью установить солнечно-лунный год (быть может, солнечно-лунный цикл); для чего были введены два новых месяца, январь и февраль, причём месяц февраль, которым заканчивался год у римлян, заключал в себе 28 дней (единственный древний месяц с чётным числом дней; остальные месяцы имели число дней нечётное, так как нечётное число, по верованию древних римлян, приносило счастье). Достоверно известно, что самое позднее с 153 года до н. э. начало года было перенесено на 1 января, и февраль занял в порядке римских месяцев второе место. В «Сатурналиях» Макробия сказано, что перенос начала года на январь было пожеланием Нумы при добавлении января и февраля в календарь.
Название месяца февраль происходит от этрусского бога подземного царства Фебрууса, и связано с обрядами очищения (februa, februare, februum), которые приходились на древнеримский праздник плодородия Луперкалии (15 февраля — dies februatus), выпадая по староримскому лунному календарю на полнолуние. Когда при установлении солнечно-лунного цикла понадобилось введение вставных месяцев, эти последние вставлялись римлянами между 23 и 24 февраля (при 4-годовом цикле — на втором и четвёртом году). При Юлии Цезаре, который ввёл четырёхгодовой цикл, состоявший из трёх годов по 365 и одного года в 366 дней, февраль последнего содержал 29 дней, причём 23 февраля считалось седьмым днём до мартовских календ (a. d. VII Kal. Mart.), 24-е февраля — шестым предыдущим, а 25 февраля — шестым последующим днём до мартовских календ (a. d. VI Kal. Mart, posteriorem и priorem). Так как этих шестых дней до мартовских календ было два, то год, в котором февраль содержал 29 дней, назывался annus bissextus, дословно c лат. — «дважды шестой» (отсюда année bissextile, наше високосный год). Февраль считался последним месяцем года, как в греческом, так и подражавшем ему римском календаре, поэтому лишний день вставлялся в последний месяц года с тем лишь различием, что греки включали дополнительный день в конец месяца, тогда как римляне за пять последних дней месяца.
Исторические европейские названия февраля включают его староанглийские имена Solmonath («грязный месяц») и Kale-monath («месяц капусты») и обозначение, данное Карлом Великим — Hornung (родственно древнеисландскому hjarn — «смерзшаяся масса снега»). В древнерусском календаре (до утверждения христианства) месяц назывался сечень, в народных месяцесловах также — вьюговей, бокогрей, снежень, межень, лютый, кривые дороги.
В русский язык название пришло из церковнославянского февруарь, которое заимствовано из латыни (februārius) посредством среднегреческого языка (φεβρουάρι(ο)ς). Месяц именовался также феврарь, феуларь.
В 1930 и 1931 годах в СССР предлагалось ввести 30 февраля, но предложение не было принято.
В древней Ирландии 1 февраля проводился праздник Имболк, знаменующий появление ягнят, по традиции, с этого времени начиналась весна, а февраль считался первым весенним месяцем.

## На других языках

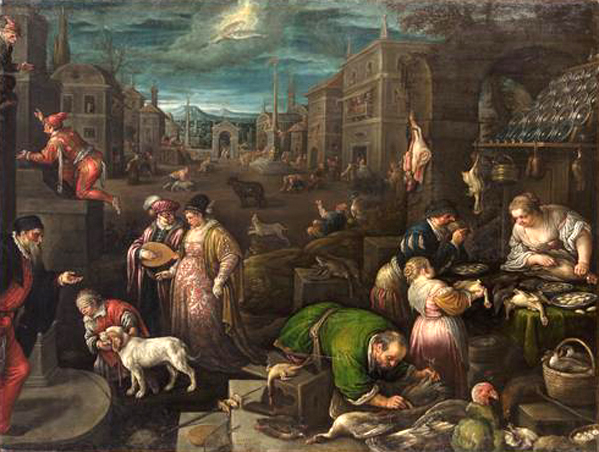
«Февраль» (картина Леандро Бассано, 1595/1600 гг.)

В большинстве языков Европы название февраля соответствует латинской традиции. Однако есть несколько исключений.
На финском языке месяц называется helmikuu, то есть «месяц жемчужины», поскольку снег, подтаивая на деревьях, образует капли, которые замерзая, напоминают жемчужины. На чешском языке февраль называется únor , от слова nořiti se — «погружаться» (вероятно из-за таяния льда в реках, который сверху покрывается водой). На украинском языке февраль — лютий, в белорусском — люты, в польском — luty, то есть «лютый» (ужасный, безжалостный). На хорватском февраль — veljača — «великий»: именование, вероятно, происходит от слова Veljak, одного из старых названий праздника Сретения, которое приходилось на 2 февраля, хотя, может быть имеет происхождение, связанное с языческими славянскими богами. Турецкое наименование месяца — Şubat — от сирийского «суббота». На литовском языке называется vasaris (vasara — «лето», родственно древнеиндийскому vasar — «рано»).
В современных китайском и японском языках февраль обозначен как «второй месяц». В древнем японском лунном календаре месяц, близкий февралю (и позднее с ним ассоциированный), назывался Кисараги (如月, 絹更月 или 衣更月 что дословно означает «месяц перемены одежд»). Другие старинные японские наименования, применяемые также и к февралю: Мумэцуки (梅見月, что дословно означает «месяц, в котором можно увидеть цветы сливы») и Кономэцуки (木目月 — «месяц, в котором деревья получают новую жизнь»).

## Праздники

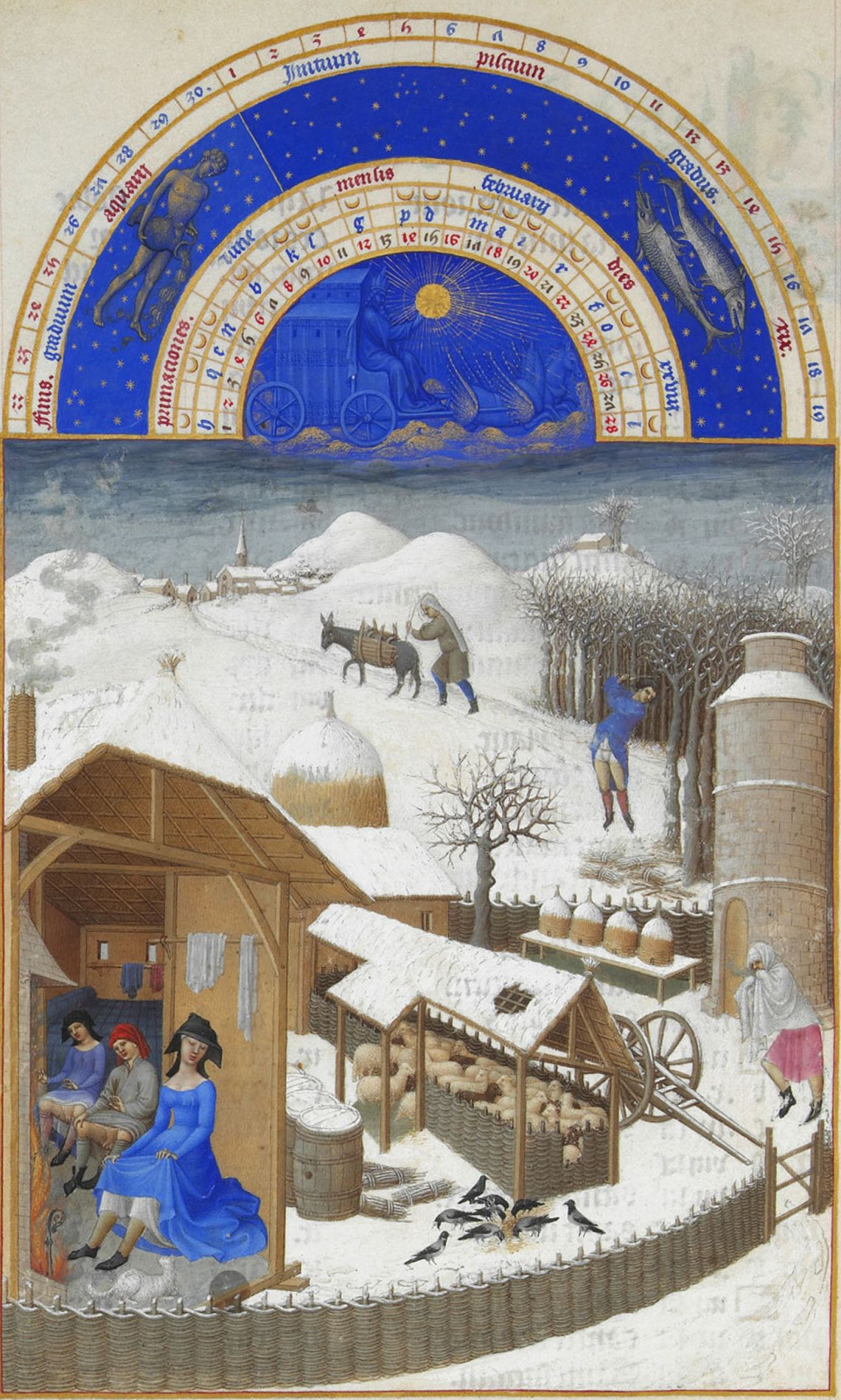
«Февраль» (Великолепный часослов герцога Беррийского), 1412—1416

- 2 февраля — День воинской славы России. День разгрома советскими войсками немецко-фашистских войск в Сталинградской битве (1943 год); Сретение у христиан, живущих по новому стилю; Всемирный день водно-болотных угодий
- 4 февраля — Международный день защиты от рака
- 6 февраля — День бармена
- 8 февраля — День российской науки
- 9 февраля — Международный день стоматолога
- 10 февраля — День памяти А. С. Пушкина, День дипломатического работника
- 11 февраля — Всемирный день больного
- 12 февраля — День Дарвина
- 13 февраля — Всемирный день радио
- 14 февраля — День святого Валентина
- 15 февраля — День памяти воинов-интернационалистов; Сретение у христиан, живущих по «старому стилю»
- 17 февраля — День российских студенческих отрядов[11]
- 19 февраля — Всемирный день китов, День орнитолога
- 20 февраля — Всемирный день социальной справедливости
- 21 февраля — Международный день родного языка
- 23 февраля — День защитника Отечества
- 27 февраля — Всемирный день неправительственных организаций, День Сил специальных операций[12]